# Терещенко Марко Степанович
Марко́ Степа́нович Тере́щенко  (6 (19) січня 1894, с. Ковалисі на Черкащині — 18 липня 1982, Харків) — український режисер театру і кіно. Заслужений артист УРСР (1930).

## Життєпис
По закінченні Музично-драматичної школи Миколи Лисенка в Києві (1914) працював у Молодому Театрі Леся Курбаса, в якому очолив ліве крило. Відстоюючи погляд, що театр — це колектив і кожний мистець — для себе режисер, Терещенко 1920 року створив свою експериментальну студію, у 1921—1925 очолював Театр ім. Г. Михайличенка, на сцені якого поставив на основі літературних композицій масові видовища. 1925—1926 і 1929—1934 — мистецький керівник Одеського Драматичного театру ім. Революції, Харківського театру Революції та ін.; поставив п'єси І. Микитенка: «Диктатура» (1929), «Кадри» (1930), «Справа чести» (1931), «Дівчата нашої країни» (1933), «Соло на флейті» і «Маруся Чурай» (1934).
У 1940—1941 роках художній керівник та режисер Тернопільського українського драматичного театру імені Івана Франка. Тут працював разом з дружиною Валентиною Варецькою.
Працював на Одеській і Київській кіностудіях; найкращі фільми: «Микола Джеря» (за І. Нечуєм-Левицьким) та «Навздогін за долею», «Дорогою ціною» (за М. Коцюбинським, 1927).
Терещенко автор книг про режисуру масових сцен «Мистецтво дійства» (1921), спогадів «Крізь лет Часу» (1974).
У 1945—1976 роках викладав у Харківському державному інституті культури.